# Micrurus proximans
Micrurus proximans là một loài rắn trong họ Rắn hổ. Loài này được Smith & Chrapliwy mô tả khoa học đầu tiên năm 1958.